# Poirot istražuje
Poirot istražuje (izdan 1924.) je zbirka od 11 kratkih kriminalističkih priča Agathe Chrstie u kojoj glavnu ulogu drži Hercule Poirot. 
Pustolovina zapadne zvijezde, Pustolovina jeftinog stana, Oteti premijer i Nestanak gospodina Davenheima ekranizirani su u drugoj sezoni (1990.) TV serije Poirot s Davidom Suchetom u glavnoj ulozi.
Tragedija u dvorcu Marsdon, Ubojstvo u lovačkoj kući i Krađa obveznica od milijun dolara ekranizirani su u trećoj sezoni (1991.) serije.
Pustolovina egipatske grobnice, Krađa nakita u hotelu Grand Metropolitan, Avantura talijanskog plemića i Nestali testament ekranizirani su u petoj sezoni (1993.) serije.

## Radnja
Hercule Poirot služi se ponovno svojom besprijekornom logikom i istražuje najzamršenije slučajeve. Tko filmskoj zvijezdi šalje prijeteća pisma tražeći "Zapadnu zvijezdu", njezin dijamant? Gdje strani agenti skrivaju otetoga premijera? Zašto je umro arheolog koji je otkrio faraonovu grobnicu?

### Pustolovina zapadne zvijezde
Poirotu je zemljakinja, slavna filmska zvijezda Mary Marvell, pokazala pisma koja zahtijevaju da vrati svoj veličanstveni dijamant Zapadnu zvijezdu. Usprkos Poirotovom protivljenju Mary želi zadržati dijamant da ga može nositi za vikend u Yardlyjevu dvorcu. Lady Yardly ima dijamant blizanac Istočnu zvijezdu i Mary ne želi biti u njezinoj sjeni. Ali prije veličanstvene zabave oba su dijamanta ukradena.

### Tragedija u dvorcu Marsdon
U svojoj udaljenoj ladanjskoj kući Jonathan Maltravers oporavlja se od čira uz pomoć mnogo mlađe supruge Susan. Kad sluga nađe muževo tijelo ispod hrasta, Susan se kune da ga je ubio duh koji opsjeda stablo. Poirot i Hastings odsjeli su u obližnjem hotelu zbog drugog slučaja. Kad ih pozovu u dvorac Marsdon, Poirot lako zaključi da Maltravers nije umro ni prirodnom, ni natprirodnom smrću!

### Pustolovina jeftinog stana
Hercule Poirot upoznao je mladi par koji se ne može načuditi koliko su sreće imali kad su pronašli moderan stan u Londonu za simboličnu stanarinu. Poirot se zainteresira i odluči razotkriti tajnu jeftinog stana unajmljujući stan u istoj zgradi. Time se šarmantno ekscentrični junak slučajno upleo u tajnu istragu FBI-a o planovima za vraćanje tajnih planova za podmornicu koje je ukrala mafija.

### Ubojstvo u lovačkoj kući
Hastings je pozvan u lov na Iještarke koji završi katastrofom kad Archie Havering prejako zamahne puškom. Svi su potišteni i društvo se počinje razilaziti. Kasnije iste noći tajanstvena osoba dođe u lovačku kuću i ubije Rogera Haveringa u njegovoj lovačkoj sobi. Poirot leži s temperaturom u mjesnom hotelu, ali othrva se bolesti da bi našao hladnokrvnog ubojicu.

### Krađa obveznica od milijun dolara
Budućnost Londonske i škotske banke ovisi o pošiljci obveznica vrijednih milijun dolara koja putuje u New York na prvoj plovidbi prekooceanskog broda Queen Mary. Pred Poirotom je jedna od najtežih odluka u karijeri - može li pobijediti strašnu morsku bolest i pratiti obveznice na putu u Ameriku?

### Pustolovina egipatske grobnice
Arhelolog Sir John Willard otkrio je grobnicu kralja Men-her-Raa u Dolini kraljeva. Usprkos upozorenjima kolega, provalio je u nju kako bi otkrio njeno blago. Nekoliko sekundi poslije umro je od infarkta. Lady Willard angažira Poirota da istraži slučaj, ali gotovo svi povezani s otkrićem umiru. Je li moguće da je grobnica kralja Men-her-Raa ukleta?

### Krađa nakita u hotelu Grand Metropolitan
Po doktorovoj preporuci Poirot kreće na odmor u Brighton na južnoj obali Engleske i dolazi baš na premijeru predstave Biserje pred svinje. Glavna glumica lady Margaret Opalson na pozornici nosi prekrasnu bisernu ogrlicu koja je nekad pripadala ruskoj kraljevskoj porodici. Kad je ogrlica ukradena, Poirot osjeća obavezu prekinuti odmor kako bi je našao.

### Oteti premijer
Poirota su pozvali s najvišeg mjesta kad je britanski premijer otet u Francuskoj na putu na konferenciju o razoružanju. Otmici je prethodio oružani napad na premijera koji je putovao trajektom nakon sastanka s kraljem u Windsoru. Samo 32 sata prije početka konferencije Poirot je zaprepastio vladu i umjesto da otputuje u Francusku, počeo istragu u Engleskoj.

### Nestanak gospodina Davenheima
Bogati bankar Matthew Davenheim izašao je poslije čaja iz svog ladanjskog doma u šetnju do pošte i više ga nitko nije vidio. Trebao je dočekati kolegu Lowena na vlaku u 16:45 sati, ali Lowen nije vidio nikoga na putu od željezničke postaje do Davenheimove kuće. Viši inspektor Japp okladio se da Poirot neće moći otkriti tajnu ne izlazeći iz stana koji trenutačno, na svoje gađenje, dijeli s papigom. 

### Pustolovina s talijanskim plemićem
Satnik Hastings napokon je odlučio kupiti elegantan talijanski auto iz salona gospodina Vizzinija. Baš kad je sklapao ugovor, pojavio se sumnjiv tip s porukom da je Vizziniju vrijeme isteklo. Vrijeme je isteklo i još jednom Vizzinijevom zemljaku - ubijen je grof Foscatini, susjed Poirotovog prijatelja. Čini se da nema motiva dok ljubavni život gospođice Lemon ne uputi Poirota u pravom smjeru.

### Nestala oporuka
Profesor Andrew Marsh umro je ubrzo nakon što je promijenio oporuku, a Poirot je otkrio nekoliko motiva za ubojstvo. Prije smrti Marsh je zamolio Poirota da bude izvršitelj njegove nove oporuke kojom svu imovinu ostavlja svojoj štićenici Violet. Time su mnogi koji su se nadali nasljedstvu ostali na suhom, a Poirotova slutnja da je riječ o ubojstvu ojača kad oporuka misteriozno nestane.

## Vanjske poveznice
- Poirot istražuje  Arhivirana inačica izvorne stranice od 14. srpnja 2014. (Wayback Machine) na Agatha-Christie.net, najvećoj domaćoj stranici obožavatelja Agathe Christie